# Florencia Fabris
María Florencia Fabris (* 1975 in Buenos Aires, Argentinien; † 1. September 2013 in Godoy Cruz, Metropolregion Mendoza, Argentinien) war eine argentinische Opernsängerin (Sopran).

## Leben und Wirken
Ihr Großvater war ein Kunst- und Opernliebhaber, ihre Mutter eine ausgezeichnete Pianistin. Beide haben ihr von klein auf die Begeisterung für die Oper eingeflößt.
Sie galt früh als eines der herausragendsten Talente der internationalen Oper. Sie begann ihre Karriere im Kinderchor des Teatro Colón unter der Leitung von Valdo Sciammarella und nahm später das Studium der Opernmusik an der Accademia Nazionale di Santa Cecilia in Rom auf, besuchte Meisterkurse bei Mirella Freni und Renata Scotto und erwarb ihr Diplom als Opernsängerin mit Bravour.
In Argentinien machte sie den Master in Operngesang am Instituto Superior de Arte del Teatro Colón bei Reinaldo Censabella und Bruno D’Astoli und perfektionierte ihre Gesangstechnik bei Horacio Amauri Pérez sowie ihr Repertoire bei Susana Cardonnet.
Sie trat vor allem in Buenos Aires und La Plata, zudem auch in Rio de Janeiro (Brasilien) und in den Vereinigten Staaten auf.
Als herausragend gelten u. a. ihre Auftritte in Pagliacci, Il trovatore, Madama Butterfly, Francesca da Rimini, Suor Angelica, Nabucco (in dem sie am 22. November 2009 entdeckt wurde) und Don Carlos. 2012 sang sie die Woglinde in Wagners Das Rheingold unter Julien Salemkour. Noch im Mai 2013 sang sie in Buenos Aires die Titelrolle in Donizettis Lucrezia Borgia, im Juli 2013 in Rio de Janeiro die Titelrollen in Moema und Jupira von Antônio Francisco Braga mit dem brasilianischen Sinfonieorchester Ópera & Repertório und war im August 2013 in Buenos Aires Ersatz für Carmen Giannattasio als Desdemona in Verdis Otello. Ihren letzten Auftritt hatte sie in Buenos Aires als eine der Geister in Strauss’ Die Frau ohne Schatten.
Florencia Fabris scheute selbst die schwierigsten Rollen nicht und wurde von Publikum und Kritik gefeiert. Mit ihrer unvergleichlichen Stimme wurde sie zum Gesicht der argentinischen Oper. Der Opernregisseur Marcelo Lombadero sagte über sie: „Sie war die beste Stimme ihrer Generation […] und hatte eine großartige Karriere vor sich. Ihre Stimme verstummte in dem Moment, in dem sie zu glänzen begann.“

## Tod
In einer mehr als zweistündigen Aufführung im Auditorio Juan Victoria in San Juan, wo sie zum ersten Mal Giuseppe Verdis Requiem sang, das sehr anspruchsvolle hohe Töne enthält, erlitt sie einen Schwächeanfall und musste die Aufführung sitzend beenden. Sie trat ab, ohne den Applaus des Publikums bis zum Ende entgegenzunehmen, und wurde auf Empfehlung von im Publikum anwesenden Ärzten, die sie als erste behandelten, ins nächstgelegene Krankenhaus Castaño gebracht, wo man ein Aneurysma diagnostizierte. Darauf wurde sie – per Ambulanz, da ein Flug zu gefährlich gewesen wäre – in das 175 km entfernte Hospital Español in Godoy Cruz in der Metropolregion Mendoza überführt und notoperiert. Zwei Tage später erlitt sie jedoch einen weiteren Schlaganfall und starb. Sie wurde auf dem Friedhof Jardín de Paz in Pilar beigesetzt und hinterließ zwei Söhne im Alter von 7 und 9 Jahren.
Zum ersten Jahrestag ihres Todes fand am 4. September 2014 im Auditorio Juan Victoria in San Juan, dem Ort ihres letzten Auftritts, ein Gedächtniskonzert mit der Sopranistin Susana Téllez und den Tenören Gabriel Arce und Ricardo Elizondo, dem Violinisten Alexander Suzuk und dem Organisten Oscar Rodríguez Castillo statt.